# Melanie van der Horst
Melanie van der Horst (Amsterdam, 9 december 1984) is een Nederlandse politica namens D66. Sinds 1 juni 2022 is zij wethouder van Amsterdam.

## Biografie

### Opleiding en loopbaan
Van der Horst ging van 1997 tot 2003 naar het Murmellius Gymnasium in Alkmaar. Daarna studeerde zij van 2004 tot 2007 Sociologie aan de Universiteit van Amsterdam (BSc). Van 2005 tot 2006 nam zij daar deel aan een interdisciplinair Honoursprogramma. Van 2008 tot 2009 volgde zij er een uitgebreide minor Praktische filosofie. Van 2009 tot 2011 studeerde zij Wijsbegeerte aan de Universiteit van Amsterdam (MA).
Van der Horst werd in 2011 projectmedewerker bij Verkeer Advies. Van 2011 tot 2014 was zij eigenaar van projectbureau Nidi Consilia (met name op gebied van mobiliteits- en duurzaamheidsvraagstukken/projecten). In die hoedanigheid was zij onder andere directie-assistent Bestuur & Strategie bij Verkeer Advies, adviseur/procesbegeleider Green Finance Lab bij de gemeente Amsterdam, programmamanager bij de Green Business Club Zuidas, projectleider Soepel door de MRA bij Rijkswaterstaat, begeleider vereffenaars bij Verkeer Advies en programmadirecteur bij de Green Business Club Zuidas. Verder is zij oprichter en lid van een duurzaamheidscommissie bij een vereniging van eigenaren.

### Politieke loopbaan
Van der Horst was van 2009 tot 2010 voorzitter van de Jonge Democraten in Amsterdam. Van 2010 tot 2011 was zij fractiemedewerker van D66 in Amsterdam-West. Van 2011 tot 2013 was zij oprichter en lid van de Masterclass Team D66 Amsterdam. Van 2013 tot 2014 was zij campagneleider van D66 in Amsterdam-West. In 2014 was zij lid van de bestuurscommissie van Amsterdam-West en vice-fractievoorzitter van D66. Van 2014 tot 2017 was zij politiek assistent van Abdeluheb Choho, destijds wethouder van Amsterdam.
Van der Horst was van 2017 tot 2018 stadsdeelvoorzitter van Amsterdam-West en van 2018 tot 2022 dagelijks bestuurder van Amsterdam-West. Sinds 1 juni 2022 is zij wethouder van Amsterdam en heeft zij in haar portefeuille Verkeer, vervoer en luchtkwaliteit, Openbare ruimte en Groen (+ Artis), Water en Masterplan Noord.

### Persoonlijk
Van der Horst is getrouwd en heeft drie kinderen.